# Sirenidae
Famille
Les Sirenidae sont une famille d'urodèles. Elle a été créée par John Edward Gray (1800-1875) en 1825.

## Répartition
Les espèces de cette famille se rencontrent dans le sud-est des États-Unis et dans l'extrême Nord-Est du Mexique.

## Liste des genres
Selon Amphibian Species of the World (27 février 2014) :
- Pseudobranchus Gray, 1825
- Siren Österdam, 1766

## Publication originale
- Gray, 1825 : A synopsis of the genera of reptiles and Amphibia, with a description of some new species. Annals of Philosophy, sér. 2, vol. 10, p. 193-217 (texte intégral).